# Яфферю, Любна
Любна Боби Яфферю (Джаффери, норв. Lubna Boby Jaffery; род. 2 апреля 1980) — норвежский политический и государственный деятель. Член Рабочей партии. Министр культуры и равноправия Норвегии с 28 июня 2023 года. Депутат стортинга с 14 октября 2021 года.

## Биография
Родилась 2 апреля 1980 года. Её отец иммигровал из Пакистана в 1971 году в возрасте 28 лет и в 1979 году женился на матери Любны.
Выросла в Бергене. В возрасте 15 лет вступила в молодёжную организацию Рабочей партии (AUF). В 1998—1999 годах — лидер AUF в Хордаланне, в 2000—2004 годах — член центрального правления AUF.
В 2007 году получила степень магистра в Бергенском университете.
Работала советником в исследовательской организации SINTEF.
С 2008 года — политический советник во втором правительстве под руководством премьер-министра Йенса Столтенберга, в Министерстве труда и социальной интеграции при министре Бьярне Хокон Ханссене и его преемнике Даг Тарье Андерсене. В марте 2009 года стала политическим советником министра здравоохранения и социального обеспечения Бьярне Хокон Ханссена. 23 октября 2009 года назначена государственным секретарём Министерства культуры при министре Анникен Хюитфельдт. Отправлена в отставку 23 марта 2012 года.
Работала специальным советником в Ассоциации работодателей Spekter (Arbeidsgiverforeningen Spekter), советником в PR-агентстве Geelmuyden Kiese, руководителем по связям с общественностью в автобусном перевозчике Tide, старшим советником в Директорате по интеграции и разнообразию (IMDi), находящемся в ведении Министерства образования и науки и отвечающем за реализацию политики в области интеграции и адаптации мигрантов.
В 1999—2003 годах и с 2015 года — член городского комитета Бергена (Bergens byråd). С 29 октября 2019 года — член городского комитета Бергена по вопросам работы, социальных услуг и жилья. В 2003—2007 годах — член совета коммуны Фьелль.
После парламентских выборов 2021 года и формирования правительства под руководством премьер-министра Йонаса Гара Стёре замещала в Стортинге министра Марте Мьёс Персен с 14 октября. Представляет округ Хордаланн. С 28 октября — член делегации Парламентской ассамблеи НАТО, с 30 ноября — первый заместитель председателя Контрольного и конституционного комитета.
Являлась председателем правления Riksscenen. В 2015—2019 годах — заместитель председателя Бергенского фестиваля.
28 июня 2023 года назначена министром культуры и равноправия Норвегии в правительстве под руководством премьер-министра Йонаса Гара Стёре. Сменила Анетт Треттебергстуен, которая ушла в отставку после нескольких случаев конфликта интересов при назначении друзей на руководящие должности в культурной сфере.